# Sucre de coco

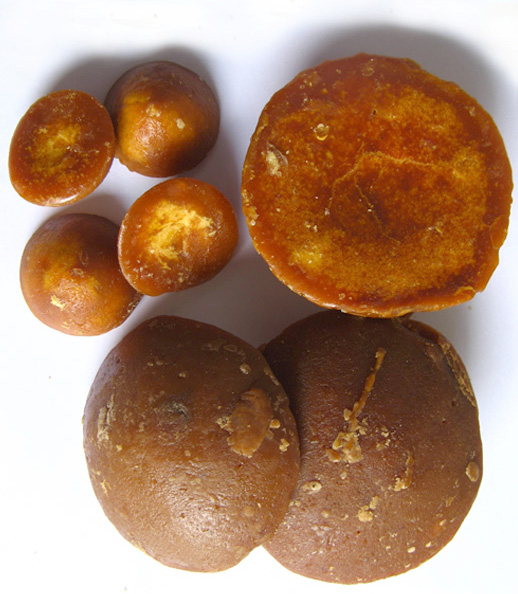
Sucre de coco

El sucre de coco és un edulcorant natural resultant del procés d'evaporació del nèctar de les flors de l'arbre cocoter (Cocos nucifera).

Es presenta en forma de cristalls d'un color marró groguenc i amb una textura similar a la del sucre integral morè. Els continguts de sacarosa, proteïna i lípids procedents del fluid aporten un sabor molt particular que caracteritza el sucre.

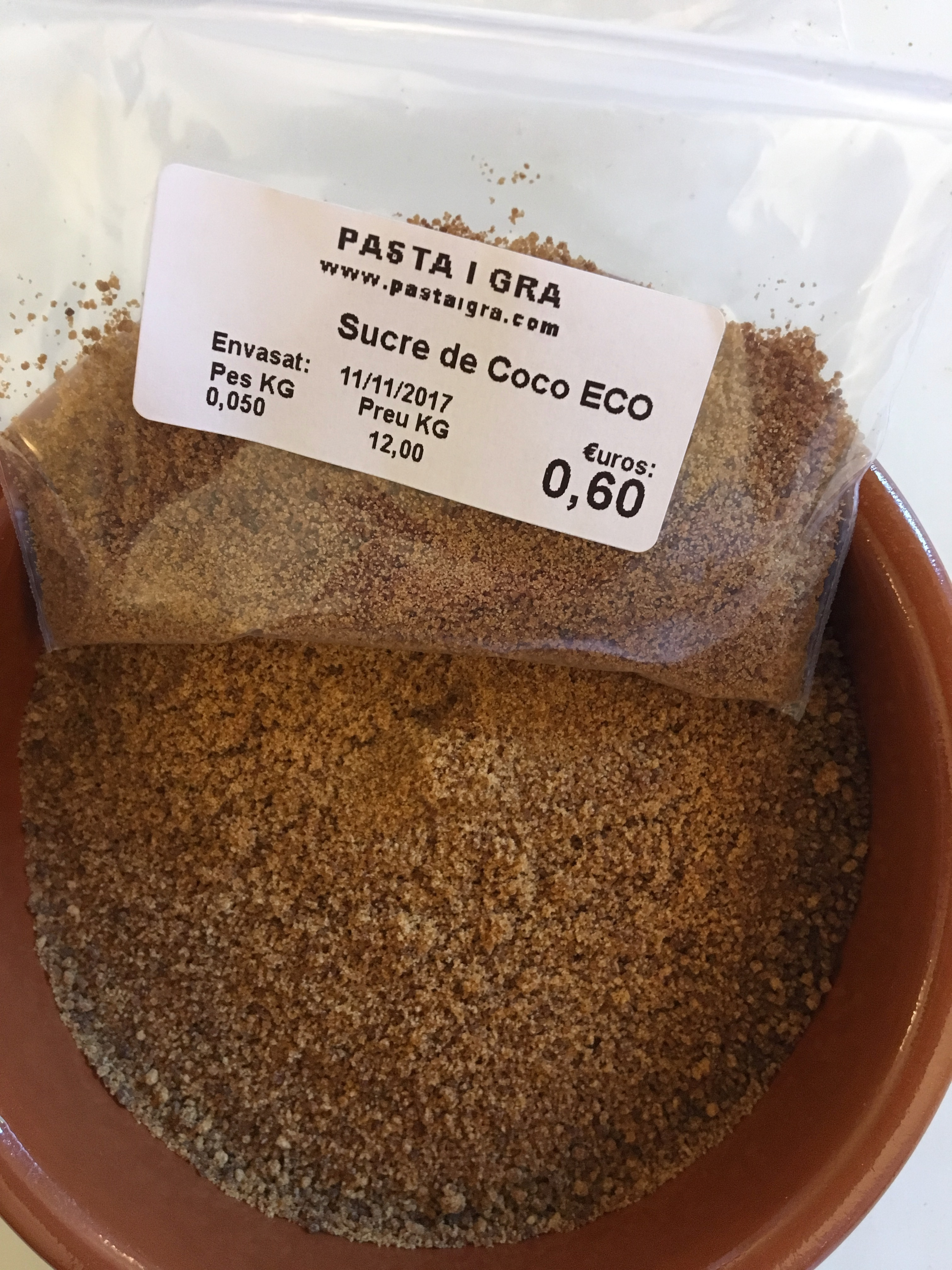
Sucre de Coco

## Producció
El procés comença amb el cultiu de les palmeres, de les quals se'n cullen les flors. Per extreure la saba, els tallen els espàndix de les flors i es deixa fluir el líquid, translúcid i amb un 80% d'aigua, en recipients de bambú. A continuació, s'escalfa el nèctar de la flor per tal que s'evapori la major part de l'aigua, aconseguint així la conservació dels nutrients de la flor després de la reducció del fluid. A mesura que s'evapora l'aigua, comença a transformar-se en una substància xaroposa que podrà ser reduïda fins a formar cristalls, blocs o pasta tova, o bé es mantindrà com a xarop.

## Propietats

### Gust i Aroma
El sucre de coco és lleugerament dolç, quasi com el sucre de canya morè però amb un subtil toc de caramel. Tanmateix, atès que el sucre de coco no està altament processat, el seu color, dolçor i gust poden variar en funció el tipus d'espècie de cocoter utilitzada, l'estació de l'any en què va ser cultivada, l'indret de cultiu i/o la manera com la saba va ser reduïda.

### Propietats fisicoquímiques

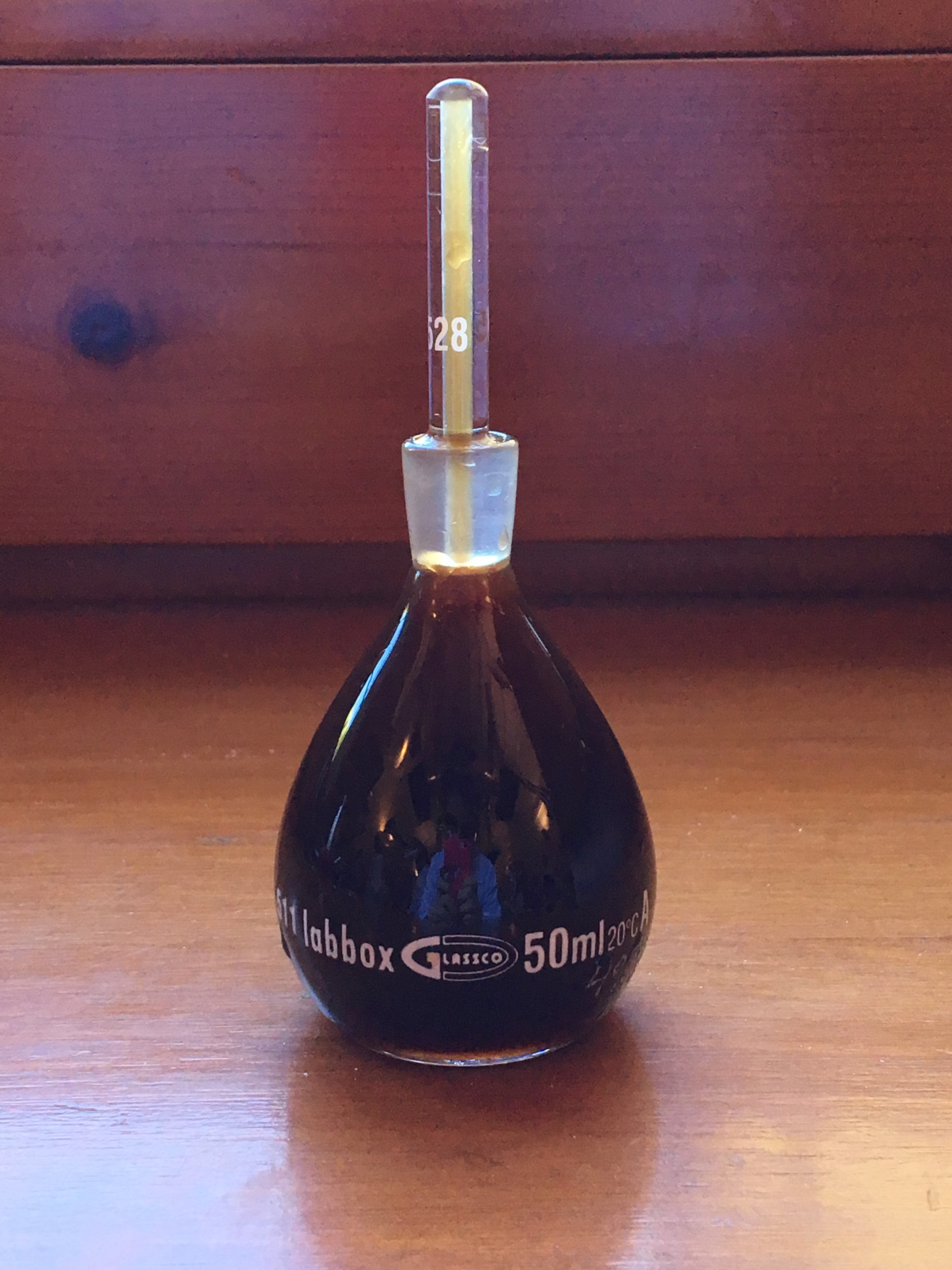
Sucre de Coco al 35% diluït amb aigua desionitzada en un picnòmetre.

Observant la taula que hi ha a continuació, podem veure que les densitats no disten gaire una de l'altre, per tant no és un punt diferencial pel que fa a la resta dels sucres. En canvi, el sucre de coco té menys activitat d'aigua que els altres sucres.
| PROPIETATS FISICOQUÍMIQUES | SUCRE DE COCO | SUCRE MORÈ TENYIT | SUCRE PANELA | SUCRE MASCOBADO |
| -------------------------- | ------------- | ----------------- | ------------ | --------------- |
| DENSITAT                   | 1,0974 g/ml   | 1,098 g/ml        | 1,0936 g/ml  | 1,096 g/ml      |
| ACTIVITAT D'AIGUA          | 0,440         | 0,549             | 0,625        | 0,664           |

## Índex glicèmic
L'índex glicèmic és una mesura dels efectes dels glúcids en el nivell de sucres en la sang. En altres paraules, serveix per mesurar la rapidesa amb la qual un aliment fa augmentar els nivells de sucre en sang. Per comparar-ho fem servir la glucosa, que té un índex glicèmic de 100, per tant, fa augmentar ràpidament els nivells de sucre en sang. En contraposició, tenim el sucre de coco amb un valor de 35. Aquest baix índex glicèmic contribueix a reduir els nivells de sucre en sang, fent que la resposta de la insulina millori. Aquest sucre és idela per diabètics.
Tot i que el sucre de coco té un índex glicèmic baix hi ha dos factirs que cal tenir en compte, el primer és la quantitat ingerida i el segon és que el sucre també conté fructosa que ha de ser transformada en greix pel fetge i, si en se'n consumeix massa, a la llarga també pot comportar problemes d'augment de triglicèrds, hipertensió, fetge gras.

## Composició
Aquest edulucorant natural extret de la flor del coco conté un 71% de sacarosa (disacàrid compost per glucosa i fructosa), 3% de glucosa sola, 3% de fructosa sola i un 23% d'altres components secundaris. Dins d'aquest 23% final hi trobem aigua, minerals (ferro, calci, zinc, potassi), alguns àcids grassos de cadena curta, polifenols, antioxidants, aminoàcids (àcid glutamàtic) i quantitats modestes d'un tipus de fibra anomenada inulina (regula els nivells de sucre en sang). No obstant, les quantitats que aporta el sucre de coco d'aquests nutrients són molt petites i no afecten d'una forma clara al nostre organisme. Per tant, no podem substituir cap aliment pel sucre de coco. A propòsit d'això, també s'ha de remarcar que la quantitat de sucre que hauriem de pendre perquè fos un suplement d'algun aliment seria massa alta i ens podria provocar algun problema metabòlic.

## Usos
Malgrat que el seu ús s'ha fet popular als països desenvolupats on es pot percebre com un endolcidor natural, no hi ha cap evidència científica que classifiqui el sucre de coco com a més nutritiu o sa que qualsevol altre sucre. A nivell d'aroma, propietats nutricionals i dolçor, és similar al sucre morè.